# Cultura esperantòfona

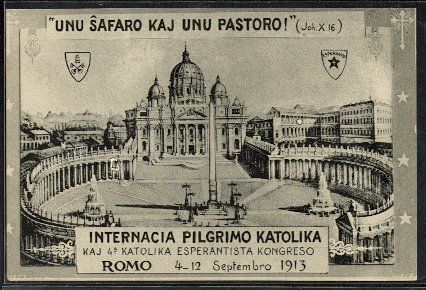
Postal del IV Congrés Catòlic Esperantista.

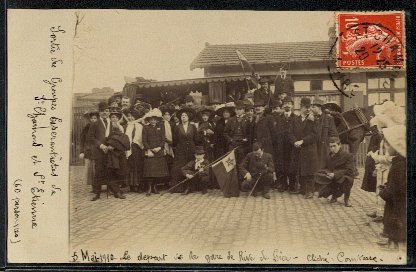
Reunió esperantista en 1910.

La cultura esperantòfona és el conjunt d'elements culturals creats per l'esperanto per accedir a una cultura internacional. Renato Corsetti va defensar la idea que el moviment esperantista és un moviment per millorar el món.
Hi ha més de 30.000 obres en esperanto (de les quals un 70% són obres originals) i es publiquen més de cent revistes regularment. Hi ha esperantistes que fan servir la llengua per viatjar arreu del món i una xàrcia d'hospitalitat, el Pasporta Servo, els permet d'allotjar-se debades en casa d'uns altres esperantòfons. D'altres mantenen correspondència amb amics de molts països gràcies al servici Koresponda Servo.
Cada any s'escriuen nous textos literaris i cançons i s'editen nombroses revistes, la més important de les quals és Monato, fundada l'any 1979. La música en esperanto, amb grups actuals com els catalans Kaj Tiel Plu, té també la seua editora de discos: Vinilkosmo.
A la xàrcia, la pàgina web d'Esperanto Radio Arkivo oferix, des del 1993, un ampli arxiu actualitzat diàriament d'enregistraments d'emissions de ràdio en esperanto produïdes per diverses emissores (entre les quals destaquen Radio Polonia, China Radio Internacia, Radio Havano Kubo o Radio Vatikana). S'han fet també algunes pel·lícules en esperanto, com Incubus, amb William Shatner.

## Parlants nadius
Els parlants nadius d'esperanto són aquells que han adquirit l'Esperanto com a llengua materna. En 1996 hi havia uns 350 o més casos coneguts de famílies amb parlants nadius d'esperanto. Estimacions de les associacions indiquen que hi ha arreu del món al voltant d'unes 1.000 famílies parlants d'esperanto, implicant potser uns 2.000 infants. En tots els casos coneguts els parlants són bilíngües o multilíngües en esperanto i en la llengua nacional o la llengua nadiua dels seus pares. En tots menys un grapat de casos, era el pare qui utilitza l'esperanto amb el nen. En la majoria d'aquestes famílies els pares tenien la mateixa llengua materna, encara que en moltes els pares tenien diferents llengües natives, i només l'esperanto en comú.

## Trobades i congressos
El 2001, l'Associació Universal d'Esperanto (Universala Esperanto Asocio) tenia membres en 119 països. Cada any, entre 1500 i 6000 esperantistes es donen cita en el Congrés Mundial d'Esperanto (Universala Kongreso de Esperanto) i cada 15 de desembre (data de naixement de L. L. Zamenhoff) els esperantistes de tot el món celebren el Dia del Llibre en Esperanto. S'organitzen també durant l'any unes altres trobades, de distinta durada i proporció.
La Espero (L'esperança) és l'himne del món esperantista, el qual parla de pau mundial, fraternitat i una llengua neutral per a tots. Tanmateix, tots els esperantistes no estan d'acord amb la idea que l'esperanto podria ajudar la societat si tothom el parlés.
Durant el primer Congrés d'Esperanto, a Boulogne-sur-Mer el 1905, es decidí que un esperantista és qui sap parlar esperanto "sense que importen les seues motivacions", i que les seues opinions respecte de l'expansió de l'idioma són personals.